# Gustav Carl Framhein
Gustav Carl Framhein (* 18. März 1864 in Hamburg; † 15. Juli 1938 ebenda) war ein deutscher Rechtsanwalt, Richter und Politiker in Hamburg.

## Leben
Framhein war ein Sohn von Otto Heinrich Framhein und seiner Frau Maria Sophia, geb. de Hase. Er studierte Rechtswissenschaften an der Universität Tübingen, wo er 1884 Mitglied im Corps Suevia Tübingen wurde. Nach dem Studium und Promotion zum Dr. jur. ließ er sich als Anwalt in Hamburg nieder und wurde 1891 zum 2. Sekretär der Finanzdeputation ernannt. Er wechselte 1893 als Richter an das Landgericht. 1909 wurde Framhein zum Landgerichtsdirektor ernannt. Anfang 1933 wurde er kommissarisch geschäftsführender Präsident des Landgerichtes.
Von 1905 bis 1919 gehörte Framhein der Hamburgischen Bürgerschaft an, von 1905 bis 1918 als Mitglied der Fraktion der Rechten und später als Mitglied der Nationalliberalen Partei.
Er war seit 1894 verheiratet mit Olga Edye (* 25. Mai 1875 in Hamburg; † 26. Dezember 1945 ebenda).